# تحسس (إنسان)

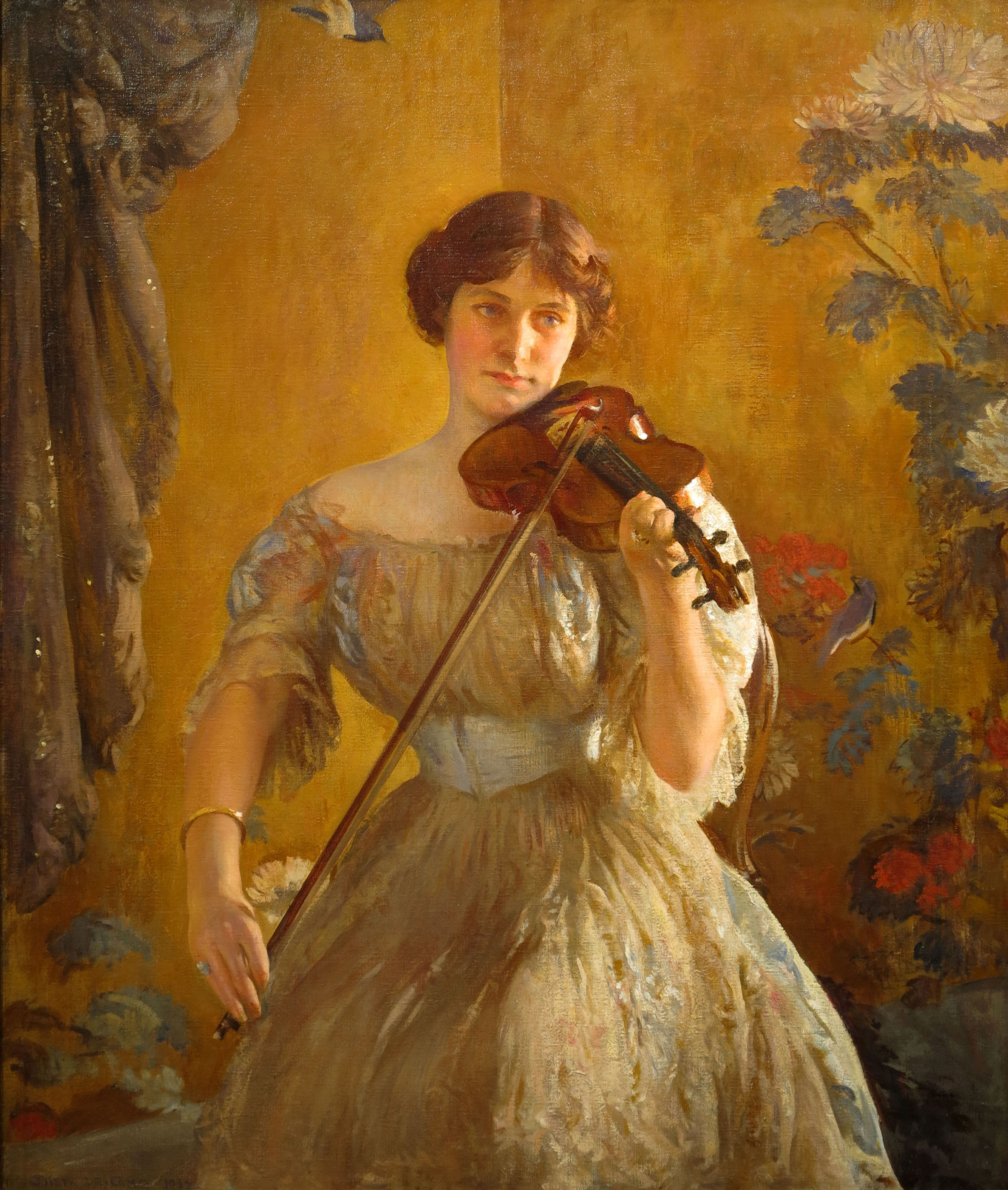

التحسس أو عدم التحسس عند الإنسان هو درجة الحس لمنبه ما وحسب قوة ذلك المنبه. الحس قد يكون ماديا أو شعوريا.
المنبهات قد تكون سياسية أو وطنية أو دينيا أو مرضا أو صحيا أو عقليا أو شعوريا... إلخ.